# Herb Bogorii
Herb Bogorii – symbol miasta i gminy Bogoria.

## Wygląd i symbolika
Herb przedstawia na tarczy w polu czerwonym dwie srebrne strzały w słup, skierowane grotami w przeciwne strony. Jest to godło z herbu Bogoria, którym posługiwał się założyciel miasta Bogoria oraz historyczny symbol miasta.